# انفجار خزان الغاز في السليمانية 2022
في 17 نوفمبر 2022، الساعة 7:45 في حوالي الساعة 12 ظهرًا بالتوقيت المحلي، وقع انفجار في مدينة السليمانية شرق إقليم كردستان العراق ، مما أدى إلى تدمير ثلاثة منازل. وعزت السلطات الانفجار إلى تراكم الغاز داخل المنزل بعد تسرب خزان غاز البترول المسال مما تسبب في اندلاع حريق في منطقة سكنية، مما أسفر عن مقتل وإصابة العشرات وتدمير ثلاثة منازل وعدة مركبات. وقالت السلطات المحلية إن الانفجار وقع في منزل مزدحم في حي كازيوة. كما قالوا إنه أدى إلى انهيار العقار بالكامل مما أدى إلى احتجاز العشرات تحت الأنقاض. وأعلنت حصيلة القتلى النهائية عن 15 حالة وفاة و12 إصابة أخرى. تم نقل ستة من الضحايا المصابين البالغ عددهم 12 بسرعة إلى مستشفى شار في السليمانية، وخضع أربعة منهم لجراحة طارئة ووُضع آخر في وحدة العناية المركزة. 

## ردود الفعل
أعلن محافظ السليمانية هفال أبو بكر حالة الحداد في المحافظة لمدة يوم واحد على أرواح ضحايا الانفجار. أعرب رئيس إقليم كردستان نيجيرفان بارزاني عن تعازيه في تغريدة لأسر القتلى وتمنى الشفاء العاجل للمصابين. وصل وزير داخلية إقليم كردستان ريبر أحمد إلى مكان الحادث لتقديم المساعدة للضحايا ومد يد الدعم والتعبير عن تعازيه نيابة عن رئيس الوزراء مسرور بارزاني . وصفت بعثة الأمم المتحدة لمساعدة العراق (يونامي) الحادث بأنه "مروع" بينما أشادت برجال الإنقاذ "على جهودهم الدؤوبة". قدم ناصر كنعاني ، المتحدث باسم وزارة الخارجية الإيرانية ، رسالة تعزية للحكومة والشعب العراقي في الحادث. كما أعرب عن تعاطفه مع أسر الضحايا وتمنى الشفاء العاجل للمصابين.  وقالت وزارة الخارجية والمغتربين الأردنية إنها تقف "متضامنة" مع حكومة وشعب العراق، معربة عن تعازيها لأسر الضحايا ومتمنية الشفاء العاجل للمصابين.